# Matija Mihič
Matija Mihič, slovenski deskar na snegu, * 5. maj 1993, Ljubljana.
Mihič je leta 2011 osvojil 2. mesto na mladinskem svetovnem prvenstvu v deskarskem krosu. Za Slovenijo bi moral nastopiti na Zimskih olimpijskih igrah 2014 v Sočiju (v disciplini kros), vendar se zaradi poškodbe kolena tik pred odhodom ni mogel udeležiti iger.